# Kenny Lindquist

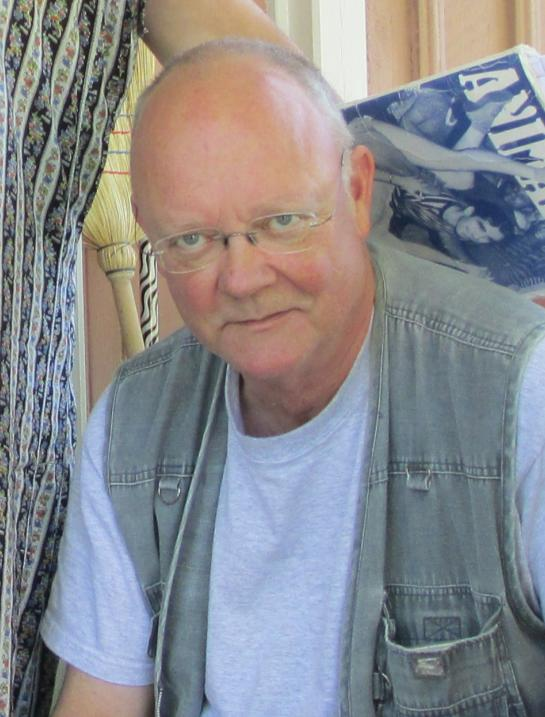
Lindquist i Hullaryd 2015.

Mats Kenny Lindquist, född 2 augusti 1950 i Strövelstorps församling i dåvarande Kristianstads län, död 25 augusti 2023 i Helsingborg, var en svensk journalist, kåsör och författare.
Lindquist inledde sin journalistbana på Nordvästra Skånes Tidningar i hemstaden Ängelholm 1971 och var 1979--2012 verksam vid Helsingborgs Dagblad i Helsingborg. På Helsingborgs Dagblads förlag utgav han kåserisamlingarna Söders blues 1993 och Söders rock 1995. Kenny Lindquist medverkade även som medförfattare i flera böcker som rör Helsingborg och Ängelholm samt i böcker rörande den skånska idrottens historia.
Lindquist bedrev sedan 2012 verksamhet som frilansjournalist, höll föreläsningar och framträdde som kåsör. 2013 erhöll han Helsingborgsmedaljen.
Han var från 2008 och fram till sin död gift med sångerskan Lena Maria Gårdenäs.